# 랜 스위칭
LAN 스위칭은 패킷 교환이 사용된 형태의 근거리통신망(LAN)이다. 스위칭 기술은 빠르며 하드웨어적인 방법을 사용하고 대부분의 경우 필요한 곳에 트래픽을 전송할 수 있도록 네트워크 설계를 결정한다. LAN 스위칭은 네트워크 스위치의 다양한 종류를 사용한다. 표준 스위치는 L2 스위치로 알려져 있으며 모든 LAN에서 쉽게 찾아볼 수 있다. L3 또는 L4 스위치는 높은 기술을 가지고 있으며 매우 고가임으로 큰 네트워크 환경과 특수한 시설에서 찾아볼 수 있다.

## 레이어2 스위칭
(줄여서)L2 스위칭은 어떤곳으로 포워드(분담or배정을 의미)프레임을 결정하는 호스트의 네트워크 카드에 있는 MAC 주소를 사용한다. L2 스위칭은 하드웨어적으로 ASIC을 구축하고 유지하는 필터 테이블(MAC 주소테이블로 알려진)을 사용하는 스위치들을 의미한다. L2 스위치를 한마디로 하자면 멀티포트 브리지라고도 할 수가 있다.
L2 스위칭은 다음과 같은 기능을 제공한다.
- 하드웨어 기반 데이터 중개(MAC)
- 선로 전송 /정체 없는 포워딩(분담, 배정)
- 낮은 지연

패킷의 프레임 암호화는 서로 다른 매체(예를 들어, 이더넷에서 FDDI로)통과하는 경우에만 변경하며 일반적인 경우 데이터 패킷은 암호화하지 않기 때문에 L2 스위칭은 매우 효율적이다. L2 스위칭은  작업그룹 연결과 네트워크 세분화(도메인 충돌 방지)에 사용되고 있다. 리피터 허브와 라우터가 결합된 전통적 네트워크보다 더 네트워크 세분화와 좋은 설계를 만들 수 있게 되었다. L2 스위칭은 새로운 구성의 네트워크 기반 개발에 힘썼다.
- 서버 팜 ― 서버들은 가상랜으로 브로드캐스트 도메인과 인접망을 인터네트워크으로 전환할 수 있기 때문에 더 이상 물리적인 위치 분할이 상관없어 졌다. 예를 들어, 특정서버가 원거리에 있는 작업그룹 일지라도 중앙집중식 구성을 할 수 있다.
- 인트라넷 ― 웹 기술을 기반으로 한 통신은 광범위한 서버/클라이언트를 이용하며 스위칭 기술로 라우터의 성능 저하를 일으키는 로컬 네트워크 경로를 차단하여 더 많은 데이터를 사용 가능하게 한다.[1]

### 한계
L2 스위치는 브리지 망과 같은 한계점을 지닌다. 브리지는 80/20 법칙으로 네트워크 설계한 경우에 장점을 지닌다, 브리지 네트워크는 도메인 충돌을 예방할 수 있지만 브로드캐스트 도메인은 예방 및 차단이 어렵다. 마찬가지로 L2 스위치 또한 브로드캐스트 도메인은 네트워크 크기와 성능적 한계의 이유로 인하여 예방 및 차단이 불가능하다. 네트워크가 성장함에 따라 브로드캐스트와 멀티캐스트는 스패닝 트리의 느린 처리 속도로 큰 문제를 가지기 때문에, L2 스위치는 인터네트워크에서 라우터를 완전히 대체할 수 없다.

## 레이어3 스위칭
L3 스위칭은 데이터그램 헤더에 저장된 (목적지) IP주소를 기반으로 한다. L3 스위치와 라우터 간의 차이점은 경로 설정을 만드는 방법에 잇는데 일반적으로 라우터는 소프트웨어로 경로 설정을 만들어 CPU가 처리하는 반면에, 스위치는 오직 하드웨어 기반으로 패킷 교환 한다. (내용 주소화 기억장치(CAM)를 돕는 특수한 ASIC에 한함) 하지만 기존의 고성능 라우터들은 하드웨어적 기술도 사용한다.
L3 스위치의 주요 이점은 데이터 전달을 필요한 곳으로 바로 경로를 만들어내기 때문에 작은 전송 지연을 기대할 수 있다. 좀 더 자세히 말하자면, 두 개의 서로 다른 VLAN을 가진 기존의 L2 스위치는 서로 연결을 시도할 때 스위치에서 라우터(1차 L2 홉)로 프레임이 통과하며 라우터(L3 홉)으로 가는 라우팅 설정을 만들면 스위치(2차 L2 홉)으로 다시 패킷을 돌려보내지만,
L3 스위치는 L3 홉과 하나의 L2 홉을 합친 단일 홉으로 동시 처리를 수행할 수 있다.
L3 스위치는 기존의 라우터보다 다양한 기능을 갖추고 있진 않지만, 고가의 라우터와 비슷한 처리 속도와 낮은 지연과 상대적으로 싼 가격 때문에 네트워크에서도 일반적으로 흔히 볼 수 있다.
L3 스위치가 라우터와 동일하게 수행하는 것으로는:
- 논리적 주소를 기반으로 경로를 결정
- 3 계층 체크섬 실행 (헤더만 해당)
- TTL 사용
- 특정된 정보 처리 및 대응
- SNMP Managers 와 MIB 정보 갱신
- 보안 기능

L3 스위칭은 다음과 같은 이점을 제공한다:
- 하드웨어 기반 패킷 포워딩(분담,배정)
- 고성능 패킷 스위칭
- 고속 확장
- 낮은 지연시간
- 낮은 비용
- Qos

스위칭 원리는 비교적 간단한데, 만약 소스 호스트가 다른 네트워크의 목적지 호스트에게 패킷을 주고 싶다면, 라우터의 주소를 알아내어, 소스 호스트가 그 라우터의 MAC주소로 직접 패킷을 전달하면 프로토콜(network 레이어)주소가 목적지 호스트로 보내지는 것이다.
라우터는 패킷의 목적지 프로토콜 주소를 조사하여 패킷을 보낼 지를 결정하는데 라우터가 패킷 전송 결정을 하지 않는다면 그 패킷은 버려지게 된다. 만약 패킷 전송을 결정한 경우에는 다음 hop 라우터의 MAC주소로  변환시킨 뒤 패킷을 전송시킨다.
다음 홉이 목적지 호스트 또는 다음 라우터라도 같은 작업 처리를 진행한다. 패킷이 인터네트워크를 거쳐갈 때 MAC주소는 변경되지만 프로토콜 주소는 그대로 유지한다.
IEEE가 스위칭 작업을 설명하기에 유용한 계급적 용어를 만들었는데, 서브네트워크 간에 패킷 분담 능력이 없는 네트워크 장치는 엔드 시스템(E.S)이라고 부르고, 패킷 분담을 가진 경우에는 인터미디에이트 시스템(I.S)이라고 부르고 있다. I.S는 그들의 라우팅 도메인 안에서 통신을 분할시키고, 분할된 라우팅 도메인들 간에 통신을 한다. 라우팅 도메인은 공동 관리 권한에 따라 하나의 인터네트워크의 부분으로써 간주하고 관리 지침을 준수한다. 라우팅 도메인은 매우 능동적인 시스템으로 간주된다.

## 레이어4 스위칭
L4 스위칭의 가장 큰 장점은 네트워크 관리자가 각 사용자별로 정의한 Qos에 따라서 우선적인 데이터 트래픽량을 L4 스위치로 조정이 가능하다는 것이다. 예를 들어서, 다수의 사용자들이 동시에 이용하는 화상회의에서는 필요에 따라 대역폭이나 우선순위를 조절해서 원활한 화상영상으로 회의가 가능하다.
L4의 전산경로정보는 아주 잠시 동안 라우팅 설정을 돕는데 사용되었는데, 확장 액세스 목록은 L4 포트 번호에 다른 패킷을 걸러내고, Arista Networks 와 시스코의 고급 라우터의 넷플로우 스위칭 같은 독점적 제품은 회사로부터 제공된 공개 표준으로 쓰이는 sFlow의 전산경로정보를 사용했다.

## 같이 보기
- 네트워크 스위치
- 스위칭(전기)